# ムーアパーク
ムーアパーク（Moorpark）は、アメリカ合衆国カリフォルニア州のベンチュラ郡にある都市。人口は3万6284人（2020年）。ダウンタウン・ロサンゼルスの北西70キロメートルに位置している。

## 歴史
1904年にサザン・パシフィック鉄道コースト線のムーアパーク駅が開業し、駅の周りに街が形成された。長年、農村の様な状態が続いたが、1980年頃から大規模な住宅地造成が始まり人口が急増した。1983年に法人化し「ムーアパーク市」が誕生した。

## 地理
ムーアパークの南にはサウザンドオークス、東にはシミバレーがある。

## 交通
ムーアパーク駅ではメトロリンクの通勤列車が利用できる。アムトラックのパシフィック・サーフライナーも停車するので便利である。

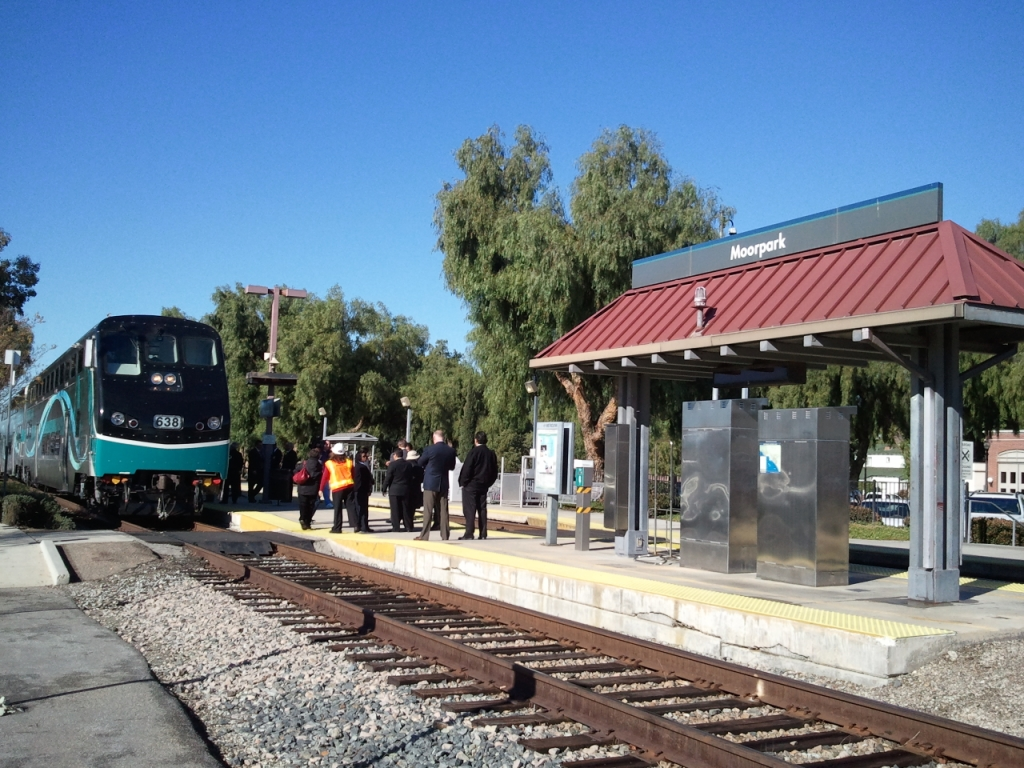
ムーアパーク駅